# ヒューバート・ロウズ
ヒューバート・ロウズ（Hubert Laws、1939年11月10日 - ）は、アフリカ系アメリカ人のフルート奏者。テキサス州ヒューストン生まれ。ジュリアード音楽院出身。1970年代にグラミー賞に3回ノミネートされている。
ロウズ家は音楽一家として知られており、兄のブランチは歌手で、ヒューバートは次男、三男ジョニーはトランペッターから歌手に転じている。4人目の長女エロイーズは歌手で、5人目の四男ロニーはサックス・リード奏者、6人目の次女デブラは歌手である。
共演者はケニー・バレル、チック・コリア、ローランド・ハナ、ロン・カーター、リチャード・デイヴィス、ジミー・コブ、ハロルド・メイバーン、リー・モーガンなどが挙げられる。

## ディスコグラフィ

### リーダー・アルバム
- 『ザ・ロウズ・オブ・ジャズ』 - The Laws of Jazz (1965年、Atlantic)
- 『フルート・バイ・ロウズ』 - Flute By-Laws (1966年、Atlantic)
- 『ロウズ・コウズ』 - Laws' Cause (1969年、Atlantic)
- 『クライング・ソング』 - Crying Song (1969年、CTI)
- 『アフロ・クラシック』 - Afro-Classic (1970年、CTI)
- 『ライト・オブ・スプリング』 - The Rite of Spring (1971年、CTI) ※旧邦題『春の祭典』
- 『ワイルド・フラワー』 - Wild Flower (1972年、Atlantic)
- 『モーニング・スター』 - Morning Star (1972年、CTI)
- 『カーネギー・ホール』 - Carnegie Hall (1973年、CTI)
- 『イン・ザ・ビギニング』 - In the Beginning (1974年、CTI)
- 『シカゴ・テーマ』 - The Chicago Theme (1975年、CTI) ※タイトル曲は『MBSナウ』のオープニングテーマに使用された[3]
- 『シェエラザード』 - The San Francisco Concert (1975年、CTI) ※旧邦題『サンフランシスコ・コンサート』
- 『ゼン・ゼア・ワズ・ライト』 - Then There Was Light, Volume 1 (1976年、CTI) ※日本盤は『Volume 2』も収録
- 『ロミオとジュリエット』 - Romeo & Juliet (1976年、Columbia)
- Then There Was Light, Volume 2 (1976年、CTI)
- 『サイレンス』 - Say It With Silence (1978年、Columbia)
- 『ランド・オブ・パッション』 - Land of Passion (1978年、Columbia)
- 『ファミリー 』 - Family (1980年、Columbia)
- 『ハウ・トゥ・ビート・ザ・ハイ・コスト・オブ・リヴィング』 - How to Beat the High Cost of Living (1980年、Columbia) ※with アール・クルー
- 『スタジオ・トリエステ -スワン・レイク (白鳥の湖)-』 - Studio Trieste (1982年、CTI) ※with チェット・ベイカー、ジム・ホール
- 『メイク・イット・ラスト』 - Make It Last (1983年、Columbia)
- 『至上の愛』 - New Earth Sonata (1985年、Sony Music) ※with クインシー・ジョーンズ、チック・コリア
- 『マラゲーニャ』 - My Time Will Come (1990年、Music Masters Jazz)
- Storm Then the Calm (1994年、Music Masters Jazz)
- Hubert Laws Remembers the Unforgettable Nat "King" Cole (1998年、RKO/Unique)
- Baila Cinderella (2002年、Scepterstein)
- 『明日に架ける橋』 - Bridge Over Troubled Water (2002年、Pony Canyon Japan)
- Moondance (2004年、Savoy Jazz)
- Hubert Laws Plays Bach for Barone & Baker (2005年、Denon)
- Hubert Laws Live - 30-year Video Retrospective (2006年、Spirit Productions)
- Flute Adaptations of Rachmaninov & Barber (2009年、Spirit Productions)

## テレビ出演
- 『東京JAZZ2011』 (NHK BSプレミアム)2011年10月15日